# Суховодка
Сухово́дка —  село в Україні, у Борзнянській міській громаді Ніжинського району Чернігівської області.  До 2018 орган місцевого самоврядування - Миколаївська сільська рада.

## Історія
12 червня 2020 року, відповідно до розпорядження Кабінету Міністрів України № 730-р «Про визначення адміністративних центрів та затвердження територій територіальних громад Чернігівської області», село увійшло до складу Борзнянської міської громади.
19 липня 2020 року, в результаті адміністративно-територіальної реформи та ліквідації Борзнянського району, увійшло до складу Ніжинського району Чернігівської області.